# Gypsophila uralensis
Gypsophila uralensis is een plant die behoort tot de anjerfamilie (Caryophyllaceae). De wetenschappelijke naam werd gepubliceerd door Christian Friedrich Lessing in 1834. De soort is endemisch in het Oeralgebergte van Rusland.

## Kenmerken
Gypsophila uralensis groeit tot een hoogte van ongeveer 20 cm. De soort heeft veel stengels, die houtachtig kunnen zijn aan de basis. De wortels zijn dik en strekken zich tot diep tussen de rotsen. De bladeren zijn gaaf, langwerpig en 2 tot 3 mm breed. De bloemen van de soort zijn relatief groot, staan in clusters en hebben witte kroonbladeren. De kelk van de bloem is klokvormig en 3 à 4 mm lang. De doosvrucht is eivormig tot rond. Bloeit vanaf de tweede helft van juni tot midden augustus.

## Biotoop
Komt voor op rotsachtige hellingen, rotsachtige bergtoendra en open velden.
... · 
G. muralis (Gipskruid) · 
G. paniculata (Pluimgipskruid) · 
G. repens (Kruipend gipskruid) · 
G. uralensis · 
...